# Ciśnienie
Ciśnienie – wielkość skalarna określona jako wartość siły działającej prostopadle do powierzchni, podzielona przez powierzchnię, na jaką ona działa, co przedstawia zależność:
{\displaystyle p={\frac {F_{n}}{S}},}
gdzie:
{\displaystyle p} – ciśnienie [Pa],
{\displaystyle F_{n}} – składowa siły prostopadła do powierzchni [N],
{\displaystyle S} – powierzchnia [m²].
W przypadku gazów w stanie ustalonym w spoczynku, ciśnienie jakie gaz wywiera na ścianki naczynia jest funkcją objętości, masy i temperatury i dlatego w termodynamice traktowane jest jako parametr stanu.
Uogólnieniem pojęcia ciśnienia jest naprężenie.
Do pomiaru ciśnienia służy manometr i barometr.

## Przeliczanie jednostek
|                                               | paskal  | bar          | N/mm²        | kG/m²    | kG/cm² atmosfera techniczna [at] | atmosfera fizyczna [atm] | tor [Tr] mmHg | psi [psi] psi |
| --------------------------------------------- | ------- | ------------ | ------------ | -------- | -------------------------------- | ------------------------ | ------------- | ------------- |
| 1 Pa [N/m²] =                                 | 1       | 10−5         | 10−6         | 0,102    | 1,02·10−5                        | 9,87·10−6                | 0,0075        | 1,45038·10−4  |
| 1 bar [daN/cm²] =                             | 105     | 1            | 0,1          | 10200    | 1,02                             | 0,987                    | 750           | 14,5038       |
| 1 N/mm² =                                     | 106     | 10           | 1            | 1,02·105 | 10,2                             | 9,87                     | 7500          | 145,038       |
| 1 kG/m² =                                     | 9,80665 | 9,80665·10−5 | 9,80665·10−6 | 1        | 10−4                             | 9,68·10−5                | 0,0736        | 1,4223·10−3   |
| 1 atmosfera techniczna [at] = 1 kG/cm² =      | 98066,5 | 0,980665     | 0,0980665    | 10000    | 1                                | 0,968                    | 736           | 14,223        |
| 1 atmosfera fizyczna [atm] = (760 tor [Tr]) = | 101325  | 1,013        | 0,1013       | 10330    | 1,033                            | 1                        | 760           | 14,696        |
| 1 tor [Tr] = 1 mmHg =                         | 133     | 0,00133      | 1,33·10−4    | 13,6     | 0,00136                          | 0,00132                  | 1             | 19,3367·10−3  |
| 1 psi =                                       | 6894,76 | 6,89476·10−2 | 6,89476·10−3 | 702,99   | 7,0307·10−2                      | 6,8046·10−2              | 51,7151       | 1             |

## Ciśnienie względne i bezwzględne

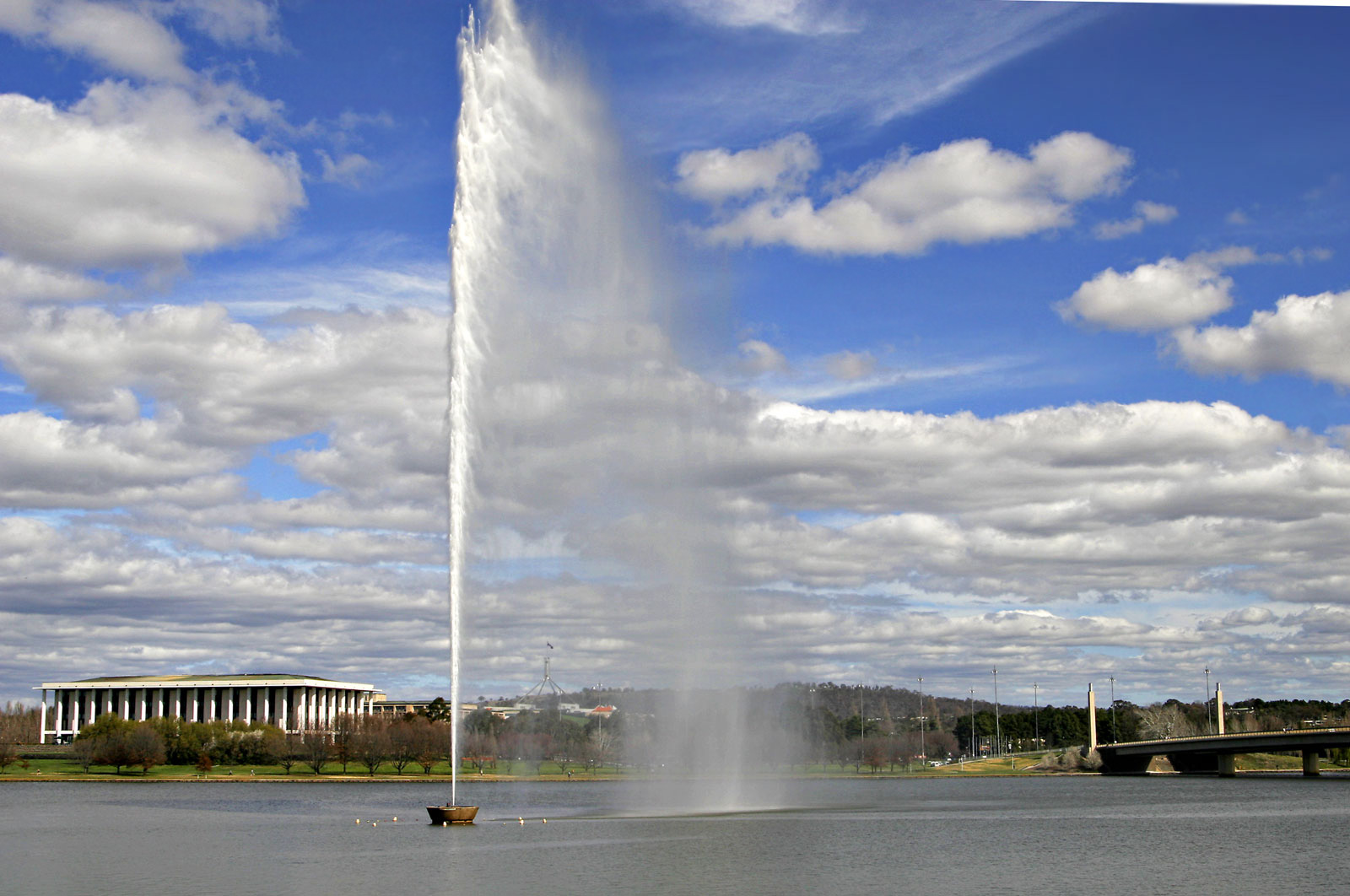
W fontannie woda pod ciśnieniem może wytrysnąć wysoko w górę

Ciśnienie może być określone względem próżni – jako ciśnienie bezwzględne, czyli absolutne, lub względem ciśnienia w otoczeniu – nadciśnienie/podciśnienie, albo jako ciśnienie względne, jednak ten termin jest dwuznaczny.
W technice powszechnie mierzy się i podaje ciśnienie płynów względem ciśnienia atmosferycznego; nadciśnienie w tym znaczeniu określa się jako ciśnienie manometryczne.
Przykładowo, jeśli ciśnienie w pojemniku jest równe 0,3 MPa (nadciśnienie), to ciśnienie bezwzględne wynosi 0,3 MPa + 0,1 MPa = 0,4 MPa (0,1 MPa to ciśnienie atmosferyczne).
Przed upowszechnieniem układu SI ciśnienie manometryczne zaznaczano przez dodanie litery n po symbolu wymiaru ciśnienia. Dla odróżnienia, ciśnienie absolutne zaznaczało się przez dodanie litery a, tzn. w przytoczonym przykładzie ciśnienie byłoby podane jako 3 atn lub 4 ata (stosując przybliżenie 0,1 MPa = 1 at).
Spotykana w technice jednostka barg, bar(g) oznacza bar ciśnienia względnego.